# Sarbhog
Sarbhog è una suddivisione dell'India, classificata come town committee, di 7.553 abitanti, situata nel distretto di Barpeta, nello stato federato dell'Assam. In base al numero di abitanti la città rientra nella classe V (da 5.000 a 9.999 persone).

## Società

### Evoluzione demografica
Al censimento del 2001 la popolazione di Sarbhog assommava a 7.553 persone, delle quali 3.865 maschi e 3.688 femmine. I bambini di età inferiore o uguale ai sei anni assommavano a 735, dei quali 366 maschi e 369 femmine. Infine, coloro che erano in grado di saper almeno leggere e scrivere erano 5.879, dei quali 3.224 maschi e 2.655 femmine.